# 長尾副長頷魚
長尾副長頷魚，為輻鰭魚綱骨舌魚目象鼻魚科的一個種，被IUCN列為次級保育類動物，分布於非洲加彭Ivindo及Ogowe河流域，體延長，頭部圓鈍，鼻部呈V字型，體褐色或黃褐色，背鰭軟條19-21枚，臀鰭軟條24-27枚，體長可達23.8公分。